# Parakeelya polypetala
Parakeelya polypetala är en källörtsväxtart som först beskrevs av Edward Fenzl, och fick sitt nu gällande namn av M.A. Hershkovitz. Parakeelya polypetala ingår i släktet Parakeelya och familjen källörtsväxter. Inga underarter finns listade i Catalogue of Life.